# كنيسة البازيليك
كنيسة البازيليك أو كنيسة البارون أو كاتدرائية العذراء مريم المشتركة في مصر الجديدة هي كنيسة كاثوليكية بناها البارون إدوارد إمبان بالقرب من قصره في حي مصر الجديدة الذي قام بتأسيسه ويعتقد أنه ربط بينهما عبر نفق خاص.

## المُنشئ

البارون إمبان.

البارون إدوارد إمبان (بالفرنسية: Édouard Louis Joseph Empain, Baron Empain)‏ هو مهندس ومؤسس مشاريع ومالي وصناعي ورحال من أثرياء بلجيكا من مواليد 20 سبتمبر 1852، منحه ليوبولد الثاني ملك بلجيكا لقب بارون في عام 1907م تقديراً لمجهوداته في تمويل مستعمرات المملكة البلجيكية.:197
لم يقتصر البارون نشاطه على المجالين الاقتصادي والهندسي فقط، بل امتد إلى مجالات السفر والترحال، فانطلق بأمواله إلى عدة بلدان مثل المكسيك والبرازيل والكونغو والهند حيث استطاع تنمية ثروته، وانتهى به الترحال إلى مصر فوصل إلى القاهرة في نهاية القرن التاسع عشر، بالتحديد بعد عدة سنوات من افتتاح قناة السويس، ولم تمضِ أيام حتى عشق الرجل مصر، واتخذ قراره بالبقاء فيها. وكتب في وصيته أن يدفن في أرضها حتى لو وافته المنية خارجها وهو ما حدث بعد أن توفي في بلجيك ابعد إصابته بمرض السرطان في 22 يوليو 1929م.:159:157
دفن البارون إمبان في مصر بها في 17 فبراير 1930 بناء على وصيته في كنيسة البازيليك. عقب وفاة البارون إمبان وقعت الكنيسة ضمن ميراث ابنه الثاني لويس، وتبرعت بها أسرة لويس بعد ذلك للكنيسة الكاثوليكية بمصر.

## المهندس
ألكسندر أوغست لويس مارسيل هو مهندس معماري ومخطط حضري فرنسي (11 سبتمبر 1860 - 30 يونيو 1928م)، انتخب في 27 نوفمبر 1926م عضواً في أكاديمية الفنون الجميلة (قسم العمارة)، من أهم أعماله قصر البارون والقاعة الكبرى لفندق هيليوبوليس في القاهرة، قصر مهراجا كابورتالا في الهند، البرج الياباني وكشك الجناح الصيني في حديقة قلعة لايكين ببروكسل، النصب التذكاري لذكرى سرب لافاييت الأمريكي في باريس.:186
عندما قرر البارون إقامة قصره الخاص والكنيسة الملحقة به في الضاحية المصرية حديثة النشأة آنذاك «هيليوبوليس»، اختار تصميم المهندس المعماري الفرنسي ألكساندر مارسيل (بالإنجليزية: Alexandre Marcel)‏ خلال عرضه في معرض هندسي في باريس عام 1905

## التسمية
تشتهر كنيسة البازيليك بأكثر من اسم منهم «كنيسة البارون» نسبة لمؤسسها البارون إمبان، أو «كنيسة البازيليك» وكلمة «بازيليك» هي كلمة من اصل يوناني بمعنى «ملكي الحكمة» وكانت تطلق عند اليونان على القصور الملكية، وكان مبنى البازيليك هو مركز للعدالة أو الحكمة، بعد ذلك شيدت الكنائس في أوروبا بنفس الشكل فكانت تسمى بازيليك، أما في الوقت الحاضر فلا تطلق إلا على الكنائس التي لها أهمية كبرى مثل بازيليكا القديس بطرس في الفاتيكان ومدن أخرى، أما اسمها الحقيقي فقد أطلقه عليها البارون باسم «نوتردام دي تونجر» بالبلجيكية أو «كنيسة العذراء مريم».

## المعمار
بناء على طلب من البارون إمبان تقرر بناء الكنيسة لتتماشى مع قصره من ماله الخاص وبعيداً عن شركة واحات مصر الجديدة في ذلك الوقت، قام بتصميم وبناء الكنيسة المعماري الفرنسي أليكساندر مارسيل عام 1910، ووضعت رسومات الكنيسة على الطراز المعماري البيزنطي وتعتبر صورة مصغرة لكاتدرائية آيا صوفيا السابقة باسطنبول.

## الافتتاح
أقيمت مراسم وضع حجر الأساس في عام 1911، بحضور ملكة بلجيكا وبعض الأساقفة والأمراء والأميرات والسفراء الأجانب، وفي داخل حجز الأساس وضعت الحجة وبعض العملات المصرية والأجنبية. وبحلول عام 1913 تم اكتمال أعمال البناء وتدشين الكنيسة وتكريسها على اسم مريم العذراء.

## الموقع

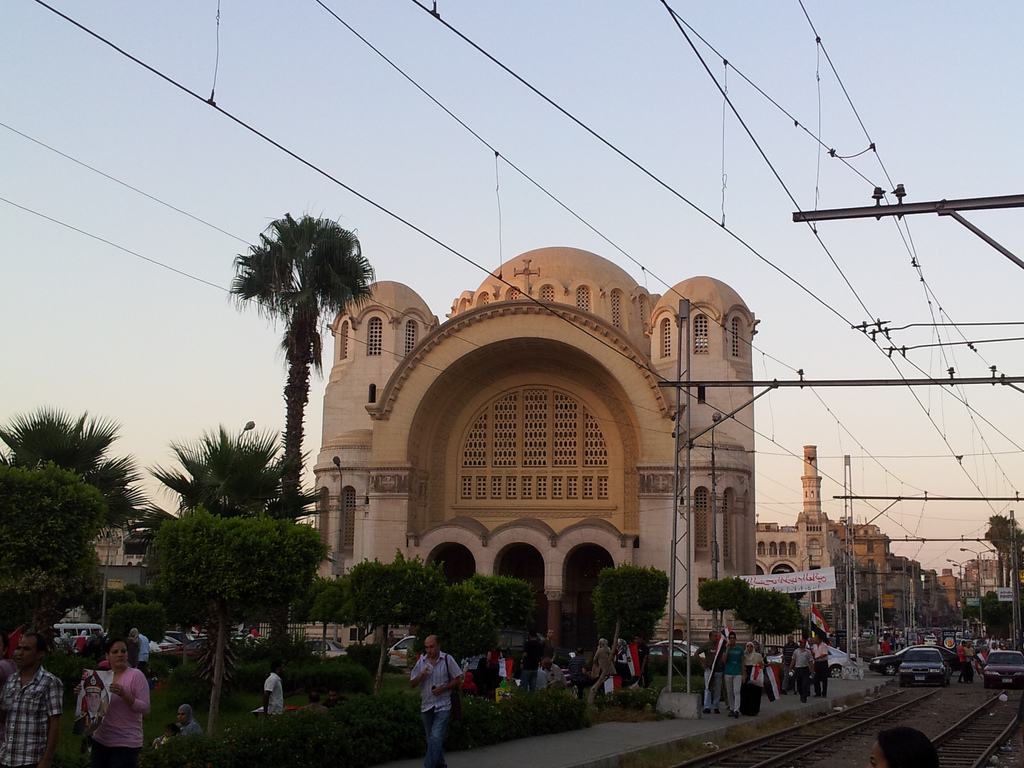
كنيسة البازيليك في موقعها نهاية شارع الأهرام.

تقع كنيسة البازيليك في أول شارع الأهرام قلب ضاحية هليوبوليس في ميدان كان يسمى بميدان الملكة إليزابيث وهي تطل من ناحية مدخلها الرئيسي على شارع البارون المسمى الآن بشارع نزيه خليفة الواقع آخره قصر البارون

## معرض صور

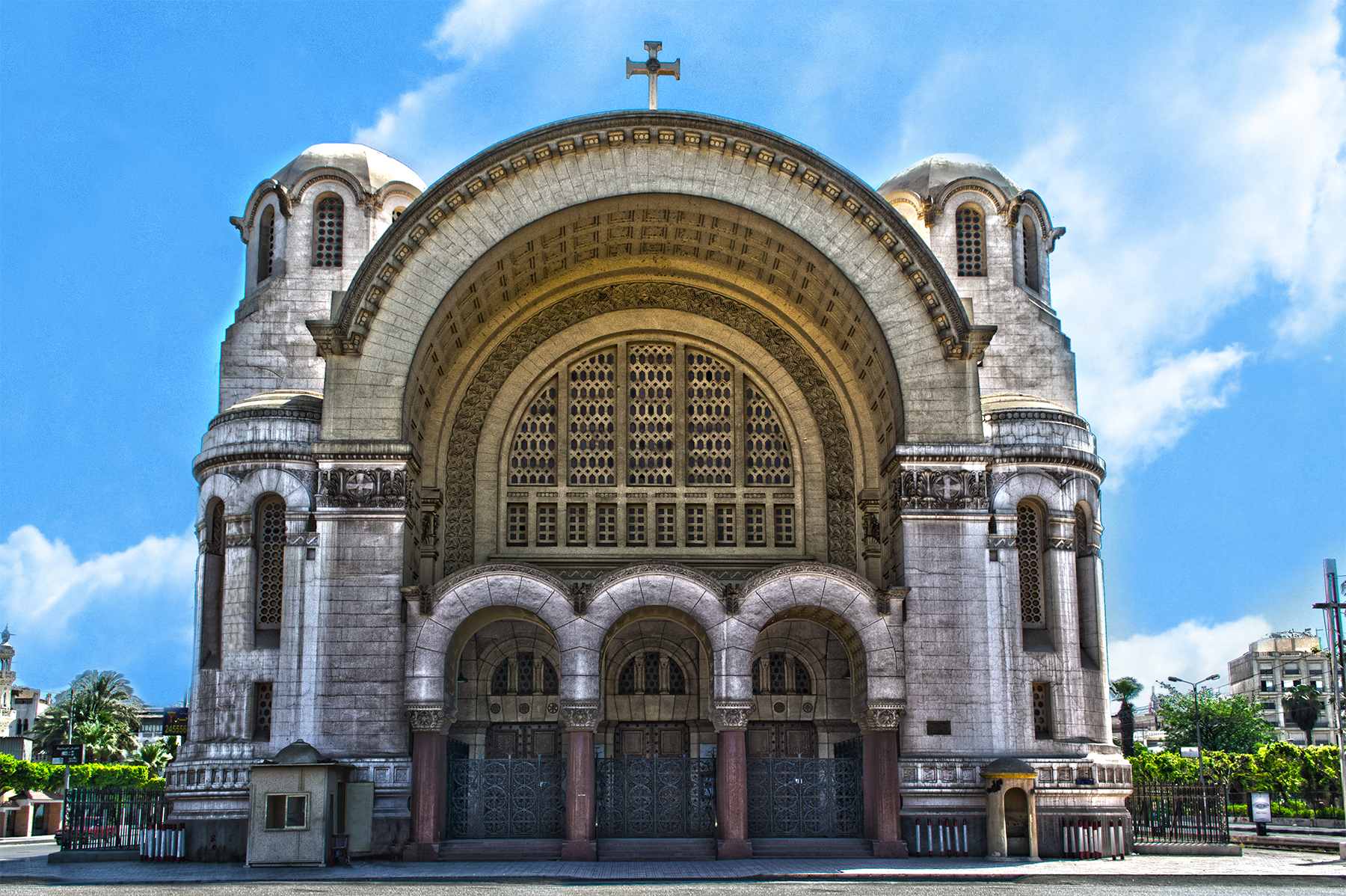
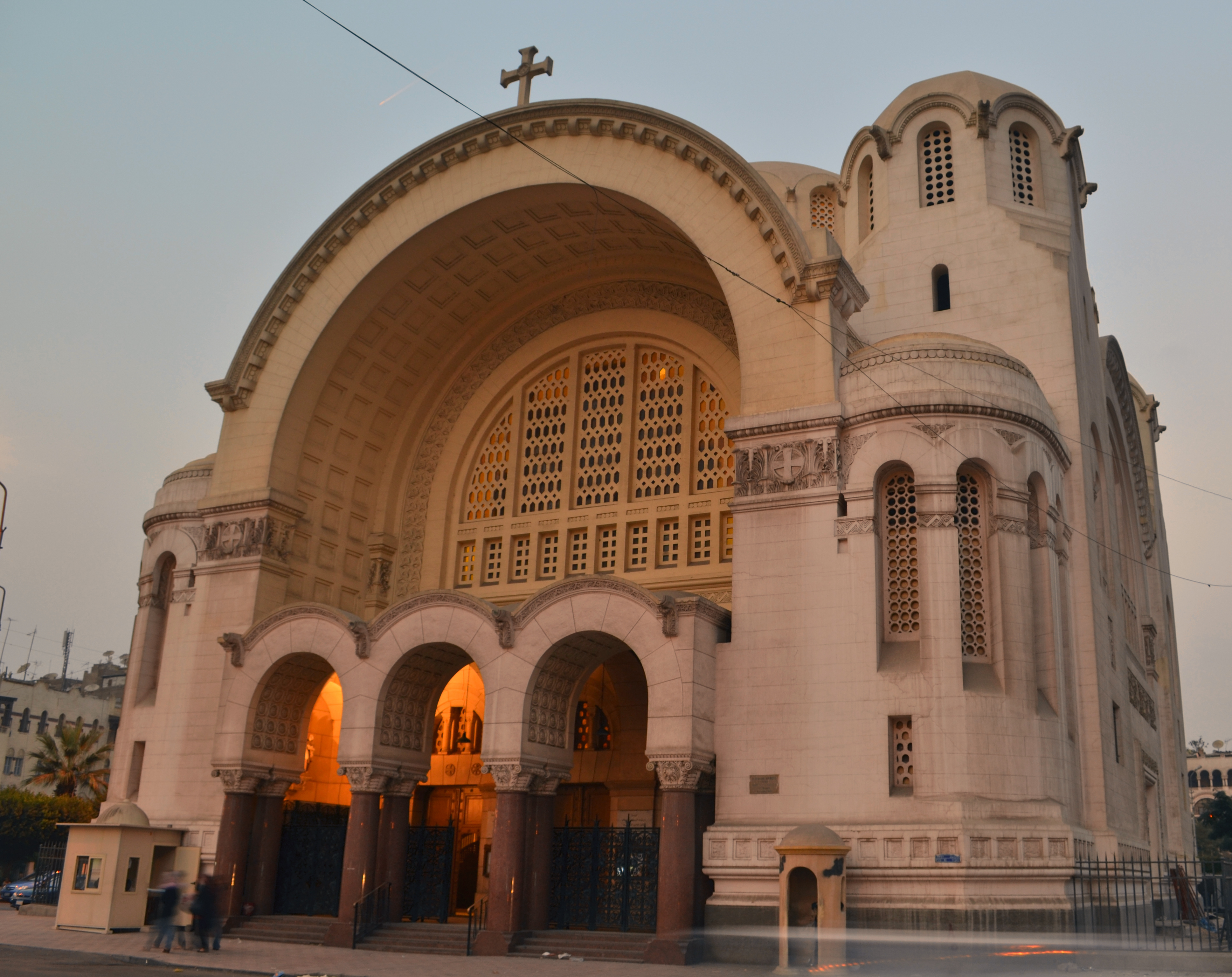
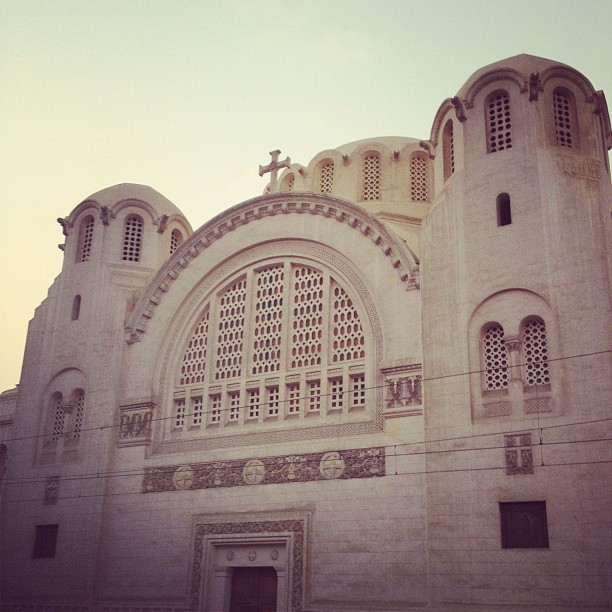
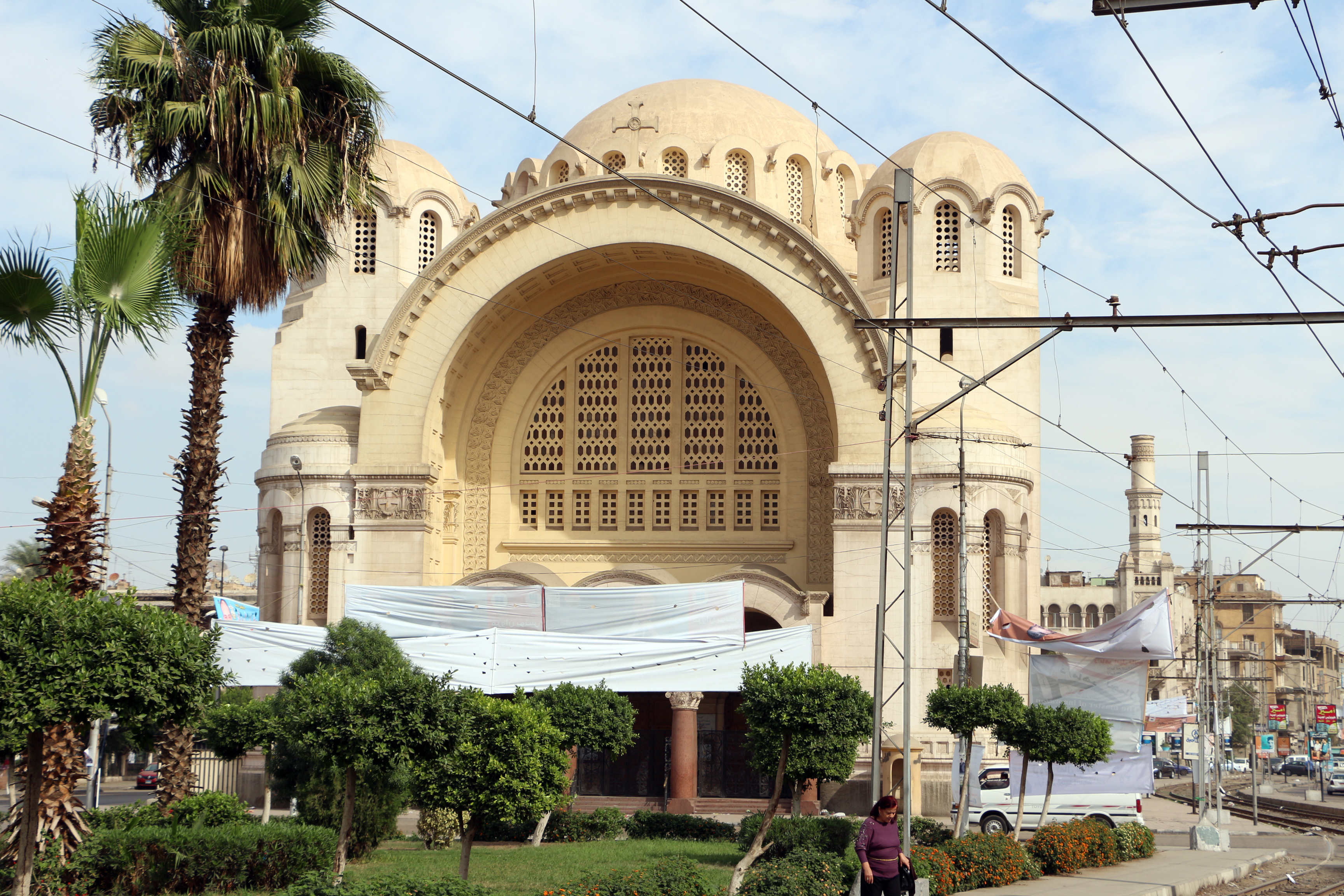
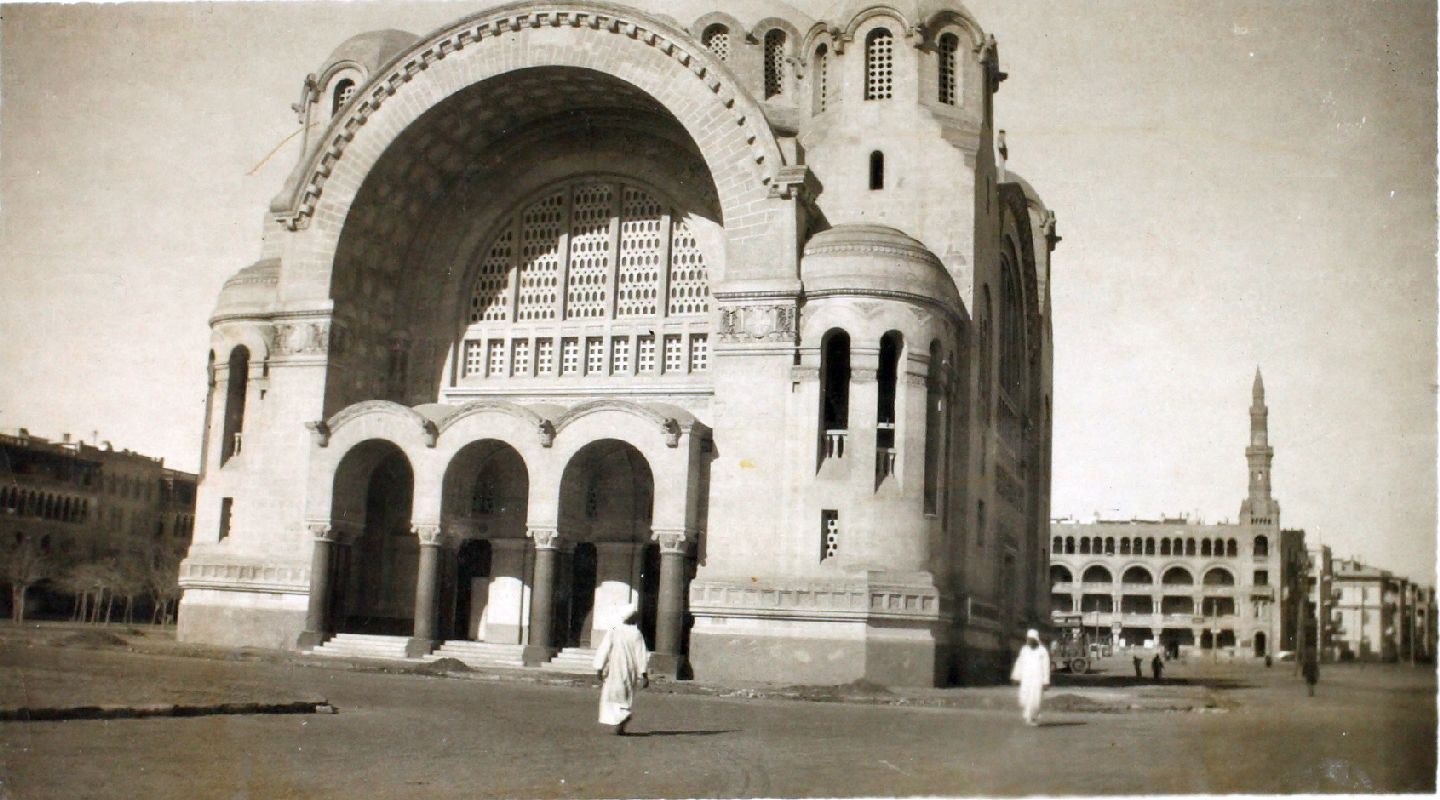
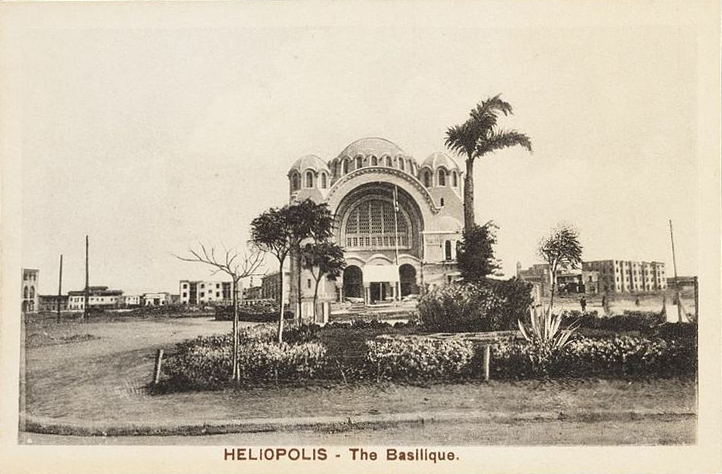